# 얄르 귀레슈

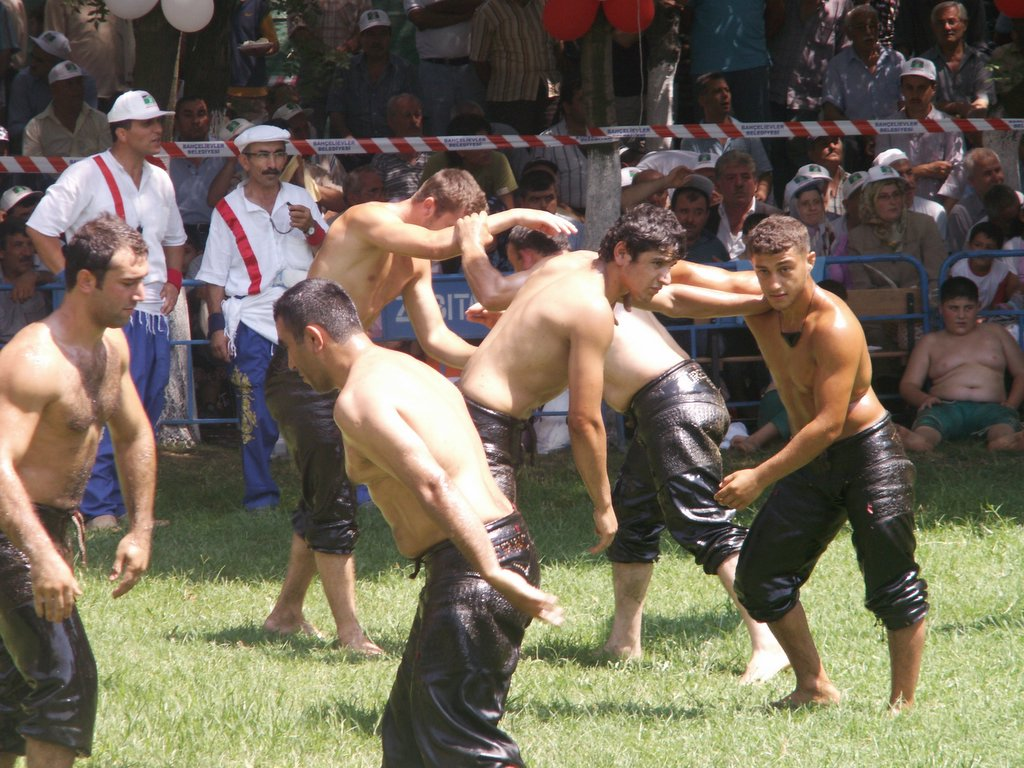
얄르 귀레슈

얄르 귀레슈(튀르키예어: yağlı güreş)는 터키의 전통 스포츠로, 올리브오일을 몸에 바르고 이루어지는 스포츠 경기이다.

## 같이 보기
- 크르크프나르
- 쿠라시